# Eredivisie 1996/97
Die Eredivisie 1996/97 war die 41. Spielzeit der höchsten niederländischen Fußballliga. Sie begann am 20. August 1996 und endete am 1. Juni 1997.
Meister wurde zum 14. Mal PSV Eindhoven. Absteigen musste AZ Alkmaar. In der Relegation setzten sich RKC Waalwijk und NEC Nijmegen durch, die somit in der Eredivisie 1997/98 spielen. Für beide bedeutet dies den Klassenerhalt.

## Modus
Die 18 Mannschaften spielten an insgesamt 34 Spieltagen aufgeteilt in einer Hin- und einer Rückrunde jeweils zwei Mal gegeneinander. Der Tabellenletzte stieg direkt ab, der Vorletzte und Drittletzte musste in die Relegation. Bei Punktgleichheit entschied die Tordifferenz über die Platzierung.

## Abschlusstabelle
| Pl. | Verein              | Sp. | S  | U  | N  | Tore    | Diff. | Punkte |
| --- | ------------------- | --- | -- | -- | -- | ------- | ----- | ------ |
| 1.  | PSV Eindhoven (P)   | 34  | 24 | 5  | 5  | 090:260 | +64   | 77     |
| 2.  | Feyenoord Rotterdam | 34  | 22 | 7  | 5  | 067:340 | +33   | 73     |
| 3.  | FC Twente Enschede  | 34  | 20 | 5  | 9  | 060:330 | +27   | 65     |
| 4.  | Ajax Amsterdam (M)  | 34  | 17 | 10 | 7  | 055:310 | +24   | 61     |
| 5.  | Vitesse Arnheim     | 34  | 15 | 10 | 9  | 053:410 | +12   | 55     |
| 6.  | Roda JC Kerkrade    | 34  | 16 | 7  | 11 | 056:470 | +9    | 55     |
| 7.  | SC Heerenveen       | 34  | 13 | 11 | 10 | 058:470 | +11   | 50     |
| 8.  | BV De Graafschap    | 34  | 13 | 6  | 15 | 052:550 | −3    | 45     |
| 9.  | NAC Breda           | 34  | 10 | 10 | 14 | 041:540 | −13   | 40     |
| 10. | FC Groningen        | 34  | 9  | 12 | 13 | 043:560 | −13   | 39     |
| 11. | Fortuna Sittard     | 34  | 9  | 12 | 13 | 036:520 | −16   | 39     |
| 12. | FC Utrecht          | 34  | 8  | 14 | 12 | 042:520 | −10   | 38     |
| 13. | Sparta Rotterdam    | 34  | 11 | 5  | 18 | 040:560 | −16   | 38     |
| 14. | FC Volendam         | 34  | 9  | 11 | 14 | 036:550 | −19   | 38     |
| 15. | Willem II Tilburg   | 34  | 9  | 8  | 17 | 034:510 | −17   | 35     |
| 16. | RKC Waalwijk        | 34  | 9  | 8  | 17 | 039:610 | −22   | 35     |
| 17. | NEC Nijmegen        | 34  | 7  | 11 | 16 | 035:610 | −26   | 32     |
| 18. | AZ Alkmaar (N)      | 34  | 6  | 7  | 21 | 027:520 | −25   | 25     |

Platzierungskriterien: 1. Punkte – 2. Tordifferenz – 3. geschossene Tore

| (M) | amtierender Meister     |
| (P) | amtierender Pokalsieger |
| (N) | Neuaufsteiger           |

## Kreuztabelle
Die Kreuztabelle stellt die Ergebnisse aller Spiele dieser Saison dar. Die Heimmannschaft ist in der linken Spalte aufgelistet und die Gastmannschaft in der obersten Reihe.
| 1996/1997 | 1996/1997           |     | Feyenoord Rotterdam | FC Twente Enschede | AJX | Vitesse Arnheim | Roda JC Kerkrade | SC Heerenveen | BV De Graafschap | NAC Breda | FC Groningen | Fortuna Sittard | FC Utrecht | SPA | FC Volendam | Willem II Tilburg | RKC Waalwijk | NEC Nijmegen | AZ Alkmaar |
| --------- | ------------------- | --- | ------------------- | ------------------ | --- | --------------- | ---------------- | ------------- | ---------------- | --------- | ------------ | --------------- | ---------- | --- | ----------- | ----------------- | ------------ | ------------ | ---------- |
| 1.        | PSV Eindhoven       |     | 7:2                 | 2:0                | 2:0 | 0:0             | 8:0              | 0:1           | 5:0              | 5:0       | 4:1          | 1:0             | 6:1        | 2:1 | 6:0         | 3:1               | 4:0          | 4:1          | 2:1        |
| 2.        | Feyenoord Rotterdam | 0:0 |                     | 1:1                | 2:2 | 0:0             | 1:0              | 4:2           | 2:1              | 1:0       | 3:1          | 4:4             | 2:1        | 6:1 | 3:0         | 4:1               | 5:0          | 2:0          | 1:0        |
| 3.        | FC Twente Enschede  | 1:2 | 0:1                 |                    | 1:1 | 0:1             | 1:1              | 2:1           | 1:0              | 4:0       | 0:1          | 2:1             | 2:0        | 0:2 | 4:0         | 5:0               | 3:0          | 3:0          | 1:0        |
| 4.        | Ajax Amsterdam      | 0:2 | 3:0                 | 3:2                |     | 4:0             | 3:1              | 2:1           | 1:1              | 1:0       | 1:1          | 2:2             | 1:0        | 2:0 | 1:1         | 3:0               | 2:0          | 5:0          | 1:0        |
| 5.        | Vitesse Arnheim     | 1:0 | 4:2                 | 4:2                | 1:4 |                 | 1:2              | 1:1           | 3:2              | 3:0       | 6:1          | 2:1             | 1:0        | 1:1 | 1:1         | 2:0               | 2:2          | 1:1          | 1:0        |
| 6.        | Roda JC Kerkrade    | 3:1 | 1:1                 | 1:3                | 0:0 | 1:1             |                  | 6:1           | 3:0              | 2:1       | 2:0          | 0:1             | 1:1        | 4:1 | 3:0         | 2:1               | 4:0          | 2:0          | 0:2        |
| 7.        | SC Heerenveen       | 0:1 | 1:0                 | 1:3                | 2:0 | 3:0             | 3:1              |               | 2:1              | 0:1       | 1:3          | 2:2             | 2:2        | 0:0 | 1:2         | 3:1               | 2:0          | 1:1          | 0:0        |
| 8.        | BV De Graafschap    | 2:1 | 0:4                 | 1:2                | 0:2 | 2:1             | 5:2              | 2:1           |                  | 2:2       | 2:0          | 2:0             | 1:2        | 0:2 | 1:0         | 2:2               | 3:2          | 4:0          | 1:1        |
| 9.        | NAC Breda           | 2:2 | 0:2                 | 1:2                | 2:0 | 1:1             | 0:1              | 2:2           | 2:1              |           | 1:1          | 1:1             | 3:3        | 1:0 | 3:0         | 0:1               | 0:2          | 1:1          | 1:0        |
| 10.       | FC Groningen        | 0:1 | 0:1                 | 2:1                | 1:1 | 3:2             | 1:1              | 1:5           | 2:4              | 2:2       |              | 2:0             | 2:2        | 1:2 | 1:1         | 0:0               | 1:2          | 2:4          | 1:0        |
| 11.       | Fortuna Sittard     | 1:1 | 0:2                 | 1:1                | 2:1 | 1:5             | 0:3              | 2:4           | 0:3              | 2:2       | 0:2          |                 | 1:3        | 2:1 | 1:1         | 2:0               | 0:0          | 3:1          | 1:0        |
| 12.       | FC Utrecht          | 2:2 | 2:1                 | 0:0                | 1:1 | 1:0             | 1:1              | 2:2           | 2:0              | 3:1       | 0:0          | 0:1             |            | 0:1 | 1:0         | 0:0               | 2:2          | 1:1          | 2:0        |
| 13.       | Sparta Rotterdam    | 1:3 | 0:1                 | 1:2                | 2:1 | 1:2             | 4:0              | 0:3           | 1:1              | 2:4       | 0:2          | 0:0             | 3:2        |     | 0:3         | 3:1               | 1:3          | 1:0          | 1:2        |
| 14.       | FC Volendam         | 1:3 | 0:2                 | 0:1                | 0:3 | 1:1             | 2:1              | 2:2           | 1:1              | 4:1       | 2:2          | 2:0             | 5:2        | 0:2 |             | 2:1               | 1:0          | 1:0          | 2:2        |
| 15.       | Willem II Tilburg   | 1:0 | 0:2                 | 1:2                | 0:1 | 2:1             | 0:1              | 2:2           | 2:0              | 2:0       | 3:1          | 0:1             | 3:0        | 1:1 | 0:0         |                   | 1:3          | 3:1          | 2:2        |
| 16.       | RKC Waalwijk        | 1:4 | 1:1                 | 3:2                | 1:2 | 0:1             | 0:2              | 0:3           | 0:3              | 1:2       | 1:1          | 1:1             | 1:0        | 2:0 | 0:0         | 1:2               |              | 3:1          | 5:0        |
| 17.       | NEC Nijmegen        | 1:4 | 1:2                 | 0:3                | 2:0 | 0:1             | 2:1              | 1:1           | 2:1              | 0:3       | 0:0          | 1:1             | 2:2        | 3:2 | 3:0         | 0:0               | 3:1          |              | 0:0        |
| 18.       | AZ Alkmaar          | 0:2 | 0:2                 | 1:2                | 1:1 | 0:2             | 1:3              | 0:2           | 2:3              | 0:1       | 1:4          | 0:1             | 3:1        | 1:2 | 2:1         | 1:0               | 2:1          | 2:2          |            |

## Relegation
Der 16. und 17. der Eredivisie spielten mit den sechs Teams aus der Eersten Divisie, die die Plätze zwei bis sechs und acht belegten, in zwei Gruppen zu je vier Mannschaften um zwei Startplätze für die folgende Spielzeit in der Eredivisie.

### Gruppe A
| Pl. | Verein       | Sp. | S | U | N | Tore    | Diff. | Punkte |
| --- | ------------ | --- | - | - | - | ------- | ----- | ------ |
| 1.  | RKC Waalwijk | 6   | 5 | 0 | 1 | 019:600 | +13   | 15     |
| 2.  | FC Zwolle    | 6   | 3 | 1 | 2 | 006:900 | −3    | 10     |
| 3.  | BVO Emmen    | 6   | 2 | 1 | 3 | 008:100 | −2    | 07     |
| 4.  | ADO Den Haag | 6   | 0 | 2 | 4 | 003:110 | −8    | 02     |

| Gruppe A     | RKC Waalwijk | FC Zwolle | BVO Emmen | ADO Den Haag |
| ------------ | ------------ | --------- | --------- | ------------ |
| RKC Waalwijk |              | 6:0       | 2:0       | 4:0          |
| FC Zwolle    | 1:0          |           | 1:0       | 1:1          |
| BVO Emmen    | 4:5          | 2:1       |           | 1:1          |
| ADO Den Haag | 1:2          | 0:2       | 0:1       |              |

### Gruppe B
| Pl. | Verein             | Sp. | S | U | N | Tore    | Diff. | Punkte |
| --- | ------------------ | --- | - | - | - | ------- | ----- | ------ |
| 1.  | NEC Nijmegen       | 6   | 5 | 0 | 1 | 019:500 | +14   | 15     |
| 2.  | Go Ahead Eagles    | 6   | 5 | 0 | 1 | 017:800 | +9    | 15     |
| 3.  | Cambuur Leeuwarden | 6   | 2 | 0 | 4 | 008:150 | −7    | 06     |
| 4.  | VVV-Venlo          | 6   | 0 | 0 | 6 | 006:220 | −16   | 0      |

| Gruppe B           | NEC Nijmegen | Go Ahead Eagles | Cambuur Leeuwarden | VVV-Venlo |
| ------------------ | ------------ | --------------- | ------------------ | --------- |
| NEC Nijmegen       |              | 1:0             | 4:1                | 6:0       |
| Go Ahead Eagles    | 2:1          |                 | 3:2                | 5:1       |
| Cambuur Leeuwarden | 0:4          | 0:4             |                    | 3:2       |
| VVV-Venlo          | 2:3          | 1:3             | 0:2                |           |

## Die Meistermannschaft von PSV Eindhoven
(In den Klammern hinter den Spielernamen werden die Anzahl der Einsätze und Tore der Meistersaison angegeben)
| 1. | PSV Eindhoven |
| -- | --- |
|    | - Tor: Ronald Waterreus (31/-); Jan Willem van Ede (5/-); Wilburt Need (1/-) - Abwehr: Jaap Stam (33/6); Arthur Numan (31/2); Stan Valckx (29/1); Željko Petrović (25/5); Chris van der Weerden (24/-); Ernest Faber (9/-); Niclas Jensen (2/-); Wilfred Bouma (1/-) - Mittelfeld: Phillip Cocu (34/8); Boudewijn Zenden (34/8); Wim Jonk (32/9); Vampeta (31/2); Marciano Vink (19/2); Björn van der Doelen (10/-); Ovidiu Stîngă (7/-); Anders Nielsen (1/-) - Sturm: Luc Nilis (26/21); Marc Degryse (23/3); Marcelo Ramos (22/11); René Eijkelkamp (14/3); Gilles de Bilde (8/7); Dennis Rommedahl (2/-); Boudewijn Pahlplatz (1/1) - Trainer: Dick Advocaat |

## Torschützenliste
| Pl. | Name               | Mannschaft          | Tore |
| --- | ------------------ | ------------------- | ---- |
| 1.  | Luc Nilis          | PSV Eindhoven       | 21   |
| 2.  | John Bosman        | FC Twente Enschede  | 20   |
| 3.  | Roy Makaay         | Vitesse Arnheim     | 19   |
| 4.  | Jon Dahl Tomasson  | SC Heerenveen       | 18   |
| 5.  | Pablo Sánchez      | Feyenoord Rotterdam | 16   |
| 6.  | Gerald Sibon       | Roda JC Kerkrade    | 14   |
| 7.  | Michael Mols       | FC Utrecht          | 13   |
| 7.  | Gaston Taument     | Feyenoord Rotterdam | 13   |
| 7.  | Arjan van der Laan | Sparta Rotterdam    | 13   |
| 10. | Dean Gorré         | FC Groningen        | 11   |
| 10. | Marcelo Ramos      | PSV Eindhoven       | 11   |